# Pipenzolat
Pipenzolat ist der Freiname (INN) einer quartären Ammoniumverbindung, die als Arzneistoff zur Gruppe der Anticholinergika zählt und als Spasmolytikum im Bereich des Magen-Darm-Traktes Anwendung findet. 
Chemisch handelt es sich um Pipenzolatbromid (Handelsname: Cholspas Pipenzolat®, Hersteller: Dolorgiet), ein Wirkstoff, der 1959 von Lakeside patentiert wurde und als Generikum im Handel ist.

## Gewinnung
Die Synthese erfolgt ausgehend von Benzilsäure und 1-Ethyl-3-chlorpiperidin mit Brommethan.